# 薩韋德拉岩
63°19′S 57°56′W / 63.317°S 57.933°W
薩韋德拉岩（Saavedra Rock），是南極洲的岩石，位於特里尼蒂半島附近，屬於迪羅克群島的一部分，由智利探險隊命名，現時由南極條約體系管理。